# Telstar in het seizoen 1966/67
Het seizoen 1966/1967 was het vierde jaar in het bestaan van de Velsense betaaldvoetbalclub Telstar. De club kwam uit in de Eredivisie en eindigde daarin op de 16e plaats. Tevens deed de club mee aan het toernooi om de KNVB Beker, hierin werd in de tweede ronde, na verlenging, verloren van Volendam (2–3).

## Wedstrijdstatistieken

### Eredivisie
|       | ADO   | Ajax  | DOS   | DWS   | Elinkwijk | Feijenoord | Fortuna '54 | Go Ahead | GVAV  | MVV   | NAC   | PSV   | Sittardia | Sparta | FC Twente '65 | Willem II | Xerxes |
| ----- | ----- | ----- | ----- | ----- | --------- | ---------- | ----------- | -------- | ----- | ----- | ----- | ----- | --------- | ------ | ------------- | --------- | ------ |
| Thuis | 2 – 4 | 0 – 3 | 2 – 2 | 0 – 0 | 3 – 2     | 0 – 2      | 2 – 0       | 3 – 3    | 0 – 0 | 1 – 1 | 1 – 1 | 1 – 1 | 2 – 0     | 2 – 0  | 4 – 4         | 3 – 1     | 0 – 2  |
| Uit   | 2 – 1 | 4 – 2 | 3 – 1 | 1 – 0 | 2 – 0     | 3 – 1      | 1 – 3       | 0 – 2    | 2 – 0 | 3 – 1 | 0 – 2 | 4 – 1 | 4 – 1     | 4 – 0  | 1 – 0         | 5 – 2     | 3 – 1  |

### KNVB Beker
| 1e ronde                               | Holland Sport                             | 0 – 0 Na strafschoppen             | Telstar                         |
| 2 april 1967 Plaats: Den Haag Houtrust |                                           |                                    |                                 |
| 2e ronde                               | Volendam                                  | 3 – 2 (0 – 1, 2 – 2) Na verlenging | Telstar                         |
| 7 mei 1967 Plaats: Volendam Julianaweg | Gerrie Mühren 65', 108' Jack Hoogland 71' |                                    | 43' Jac Cleeren 86' Tjeerd Kort |

## Statistieken Telstar 1966/1967

### Eindstand Telstar in de Nederlandse Eredivisie 1966 / 1967
| Stand | Gespeeld | Gewonnen | Gelijk | Verloren | Punten | Doelpunten voor | Doelpunten tegen |
| ----- | -------- | -------- | ------ | -------- | ------ | --------------- | ---------------- |
| 16e   | 34       | 8        | 8      | 18       | 24     | 44              | 68               |

### Topscorers
| #                 | Naam            | Goal |
| ----------------- | --------------- | ---- |
| 1.                | Dick Bond       | 11   |
| 2.                | Ger Clement     | 6    |
| 2.                | Hassie van Wijk | 6    |
| 4.                | Jac Cleeren     | 5    |
| 4.                | Tjeerd Kort     | 5    |
| 6.                | Nico Jonker     | 3    |
| 7.                | Fred André      | 2    |
| 7.                | Paul van Egmond | 2    |
| 9.                | Ko Bakker       | 1    |
| 9.                | Ivica Matijašić | 1    |
| 9.                | Rob de Vries    | 1    |
| Onbekend doelpunt |                 |      |
| –                 | Onbekend        | 1    |
| Totaal            | Totaal          | 44   |

| #      | Naam        | Goal |
| ------ | ----------- | ---- |
| 1.     | Jac Cleeren | 1    |
| 1.     | Tjeerd Kort | 1    |
| Totaal | Totaal      | 2    |

## Voetnoten
ADO ·
Ajax ·
DOS ·
DWS ·
Elinkwijk ·
Feijenoord ·
Fortuna '54 ·
Go Ahead ·
GVAV ·
MVV ·
NAC ·
PSV ·
Sittardia ·
Sparta ·
Telstar ·
FC Twente '65 ·
Willem II ·
Xerxes